# Macrotrachela multispinosa
Macrotrachela multispinosa är en hjuldjursart som beskrevs av Thompson 1892. Macrotrachela multispinosa ingår i släktet Macrotrachela och familjen Philodinidae. Arten är reproducerande i Sverige.

## Underarter
Arten delas in i följande underarter:
- M. m. brevispinosa
- M. m. crassispinosa
- M. m. multispinosa